# Liste der Bodendenkmale in Frauendorf (Amt Ortrand)
In der Liste der Bodendenkmale in Frauendorf (Amt Ortrand) sind alle Bodendenkmale der brandenburgischen Gemeinde Frauendorf und ihrer Ortsteile aufgelistet. Grundlage ist die Veröffentlichung der Landesdenkmalliste mit dem Stand vom 31. Dezember 2020.
|   | Gemarkung         | Flur | Kurzansprache | Bodendenkmalnummer | Bemerkung | Bild |
| - | ----------------- | ---- | --- | ------------------ | --------- | ---- |
| 1 | Frauendorf (Lage) | 8    | Friedhof deutsches Mittelalter, Friedhof Neuzeit, Hort Bronzezeit, Turmhügel deutsches Mittelalter, Steinkreuz deutsches Mittelalter, Kirche Neuzeit, Steinkreuz Neuzeit, Dorfkern deutsches Mittelalter, Dorfkern Neuzeit, Kirche deutsches Mittelalter | 80285              |           |      |